# Mętków
Mętków – wieś położona w województwie małopolskim, w powiecie chrzanowskim, w gminie Babice.

## Położenie
Mętków położony jest przy ujściu rzeki Chechło do Wisły.
W latach 1954–1959 wieś należała i była siedzibą władz gromady Mętków, po jej zniesieniu w gromadzie Babice. W latach 1975–1998 miejscowość administracyjnie należała do województwa katowickiego.

## Części wsi
| SIMC    | Nazwa       | Rodzaj    |
| ------- | ----------- | --------- |
| 0211895 | Mętków Mały | część wsi |
| 0211903 | Wilczak     | część wsi |

## Historia
W przeszłości wieś należała do klucza lipowieckiego. W Mętkowie znajduje się kościółek parafialny, modrzewiowy z XVIII wieku przeniesiony w roku 1973 z Niegowici, w którym ksiądz Karol Wojtyła pełnił funkcję wikariusza. Po przeniesieniu ks. Karol Wojtyła dokonał poświęcenia kościoła w Mętkowie.

### Lasy Donnersmarcków
Drugim co do wielkości majątkiem leśnym w okolicach Chrzanowa były położone na południe od miasta dobra Donnersmarcków. W 1868 roku hr. Guido Donnersmarck kupił zamek Lipowiec wraz z jego dobrami w tym z dużą ilością lasów od Antoniny Łąskiej. W 1884 roku sprzedał 30 tys. ha lasów w okolicach Częstochowy i przeniósł do Wygiełzowa tamtejszego nadleśniczego Franza Knerscha, któremu polecił wybudowanie nowej „Nadleśniczówki” w Mętkowie. Od tej pory nieprzerwanie do 1945 roku jego potomkowie pełnili w Mętkowie funkcje Nadleśniczych. Leśniczówka w Mętkowie została wybudowana w 1885 roku z przeznaczeniem na siedzibę zarządu leśnego. Donnersmarckowie mieli podzielone lasy na nadleśnictwa, które będąc samodzielnymi gospodarstwami leśnymi raz do roku były rozliczane ze swojej działalności i to osobiście przez głowę rodu. W 1916 roku zmarł Książę Guido (tytuł książęcy otrzymał w 1901 roku) wcześniej jednak dzieląc swoje lasy na część niemiecką i polską. Tę drugą otrzymał młodszy syn Hr, Kraft Henckel von Donnersmarck.

### Zabytki
Obiekty wpisane do rejestru zabytków nieruchomych województwa małopolskiego.
- Zespół kościoła Matki Bożej Częstochowskiej w Mętkowie. Kościół o konstrukcji zrębowej, o długości 34, szerokości 15 i wysokości 8 metrów. Wewnątrz trzy barokowe ołtarze. Ołtarz główny poświęcony Matce Boskiej Częstochowskiej, boczny prawy – Sercu Jezusowemu, boczny lewy – św. Anny Samotrzeć. Obok kościoła została dobudowana dzwonnica[10].

### Demografia
Liczba ludności:
| Rok  | Populacja |
| ---- | --------- |
| 2014 | 1481      |
| 2013 | 1480      |
| 2012 | 1475      |
| 2011 | 1467      |
| 2010 | 1458      |
| 2009 | 1451      |
| 2008 | 1438      |
| 2007 | 1418      |
| 2006 | 1413      |

Miejscowość zamieszkują wyznawcy Kościoła rzymskokatolickiego i Świadkowie Jehowy.